# Rolf Nerlöv

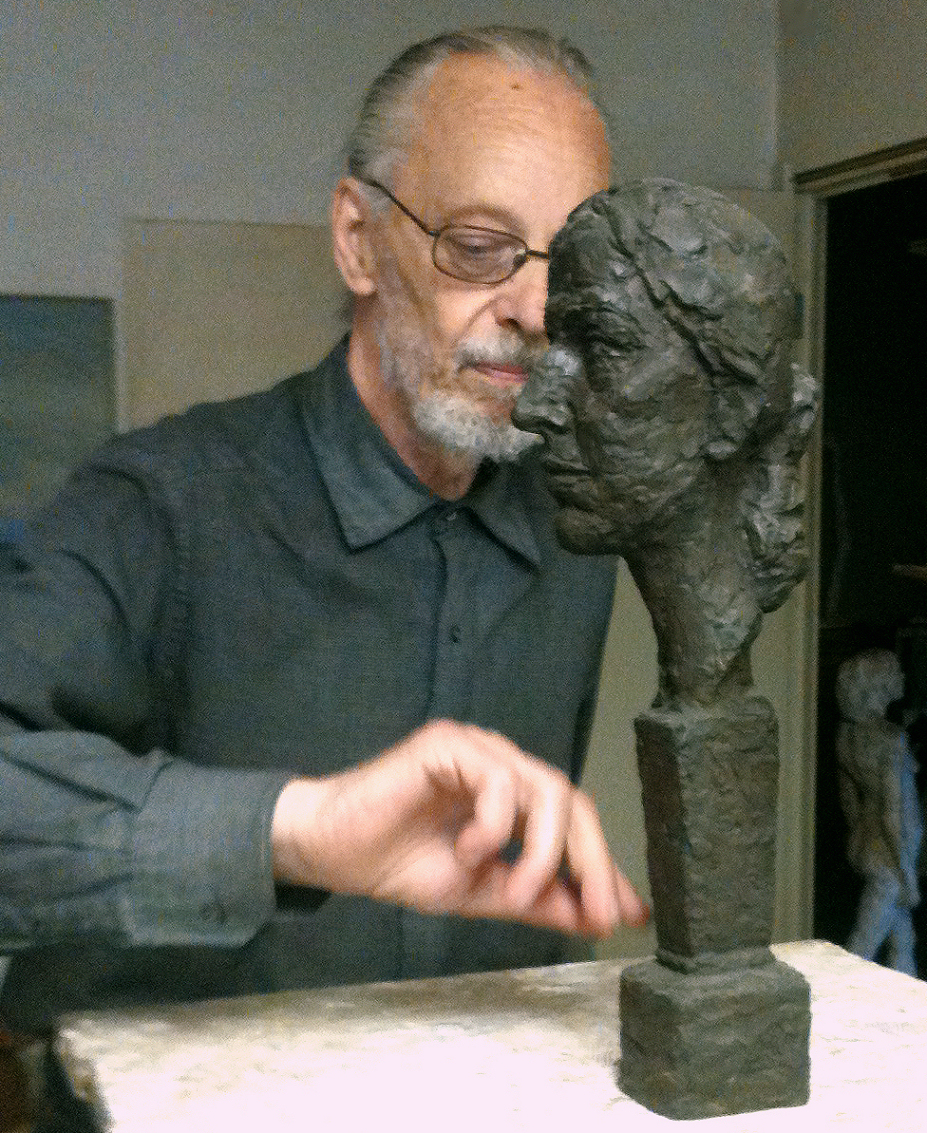
Rolf Nerlöv

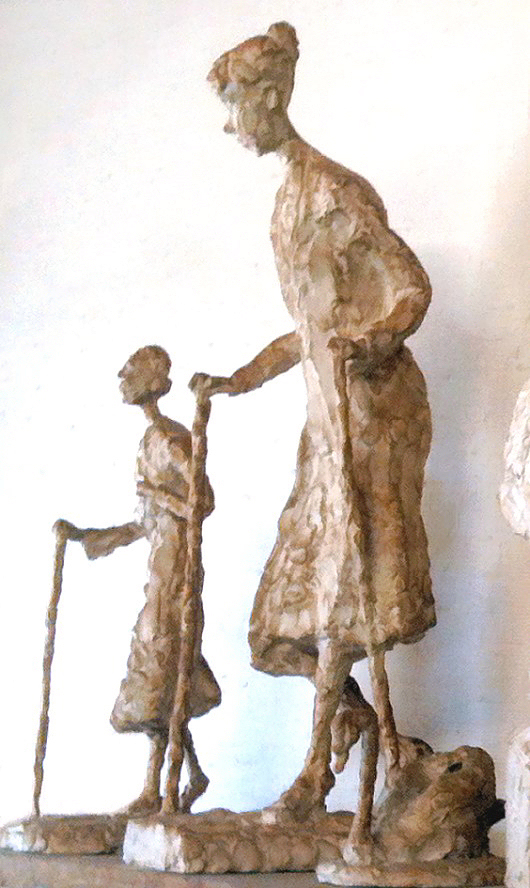
Rolf Nerlöv. Skulpturer, Damer på promenad.

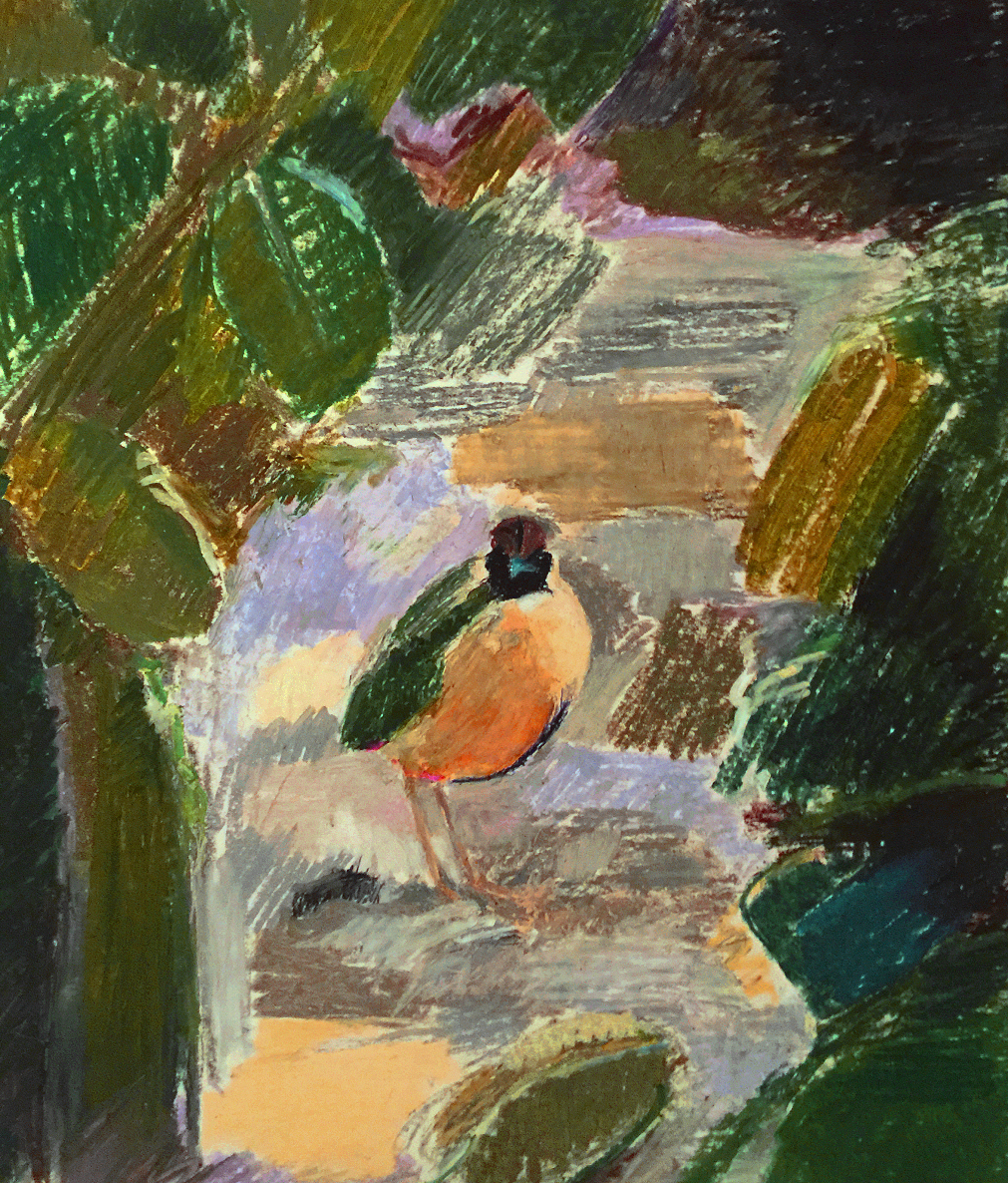
Rolf Nerlöv. Målning, Fågel i djungel.

Rolf Ingvar Nerlöv, född 4 januari 1940 i Malmö, död där 27 juni 2015, var en svensk skulptör, målare och stenhuggare.
Nerlövs intresse för konst började tidigt. Vid elva års ålder började han som elev hos Thure Thörn och utbildades av honom tills han var omkring 19 år. Han var elev vid Konstakademien i Köpenhamn 1960–1964 och studerade där för Gottfred Eickhoff.
Nerlövs konstnärliga verksamhet inriktades länge på skulptur, mest porträtt, byster, människofigurer och djurfigurer men även iscensatta motiv från exempelvis kyrkogårdar. Under 1990-talet började han även att arbeta med oljepastell. Han hade utställningar på bland annat Galerie Holm, Galleri Loftet, Galleri Ströget, Wanås Slott och Skulpturpark, Galleri Konstnärscentrum i Malmö och Galleri Måsen i Småland. Han har utfört ett porträtt av skådespelerskan Gudrun Brost.
Nerlöv var även en skicklig stenhuggare och arbetade på kyrkogårdar med stora gravstenar som inte kunde flyttas. Han utförde också flera uppdrag för Malmö stad, bland annat på Malmö Museum, Jörgen Kocks hus och Gustav Adolfs torg.
Rolf Nerlöv var Malmö stads kulturstipendiat 1983. Han är begravd på Limhamns kyrkogård i Malmö.

### Fotnoter
1. ↑  ”Malmö kulturstöd - Kulturstipendier 1980 – 1989”. malmö stad. http://malmo.se/filearchive/Kultur--noje/kulturstipendier-PDF/kulturstipendier1980-1989.pdf. Läst 19 oktober 2015.